# Nowhere Man
|  | Denne artikel er oprettet af botten PalnaBot ud fra en ekstern database. Den kan derfor have sproglige fejl eller mangler. Denne skabelon kan fjernes efter kontrol af indholdet. |

Nowhere Man er en kortfilm fra 2008 instrueret af Sune Lykke Albinus efter manuskript af Sune Lykke Albinus, Eva Maria H. Lund.

## Handling
En film om, hvor umuligt det er at modtage kærlighed fra andre, når man ikke selv tror på, at man fortjener den. Det har været vigtigt for os, at skildre en generation på godt og ondt og være ærlig omkring begge dele.